# 애러너 스튜어트

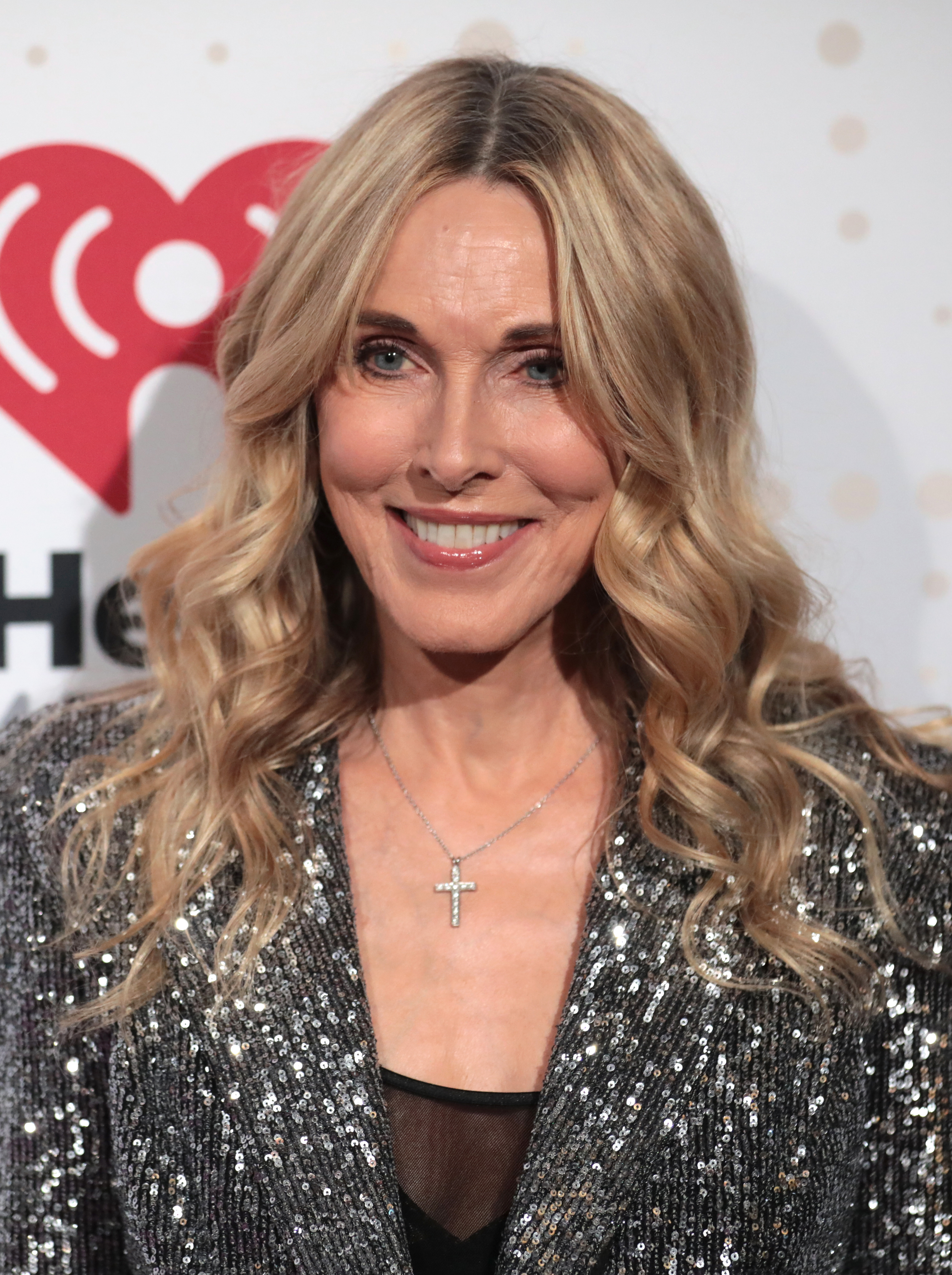

애러너 스튜어트(Alana Stewart, 1945년 5월 18일 ~ )는 미국의 배우, 모델, 텔레비전 배우, 영화배우이다.
샌디에이고에서 태어났다.

## 영화
- 딜리버드 (2011년)
- 아름다운 오해 (1989년)
- 남자 사냥 (1984년)
- 사랑의 유람선 (1977년)
- 야간 간호원 (1972년) - 제니스 역